# کوسه‌های سبحان‌الله
کوسه‌های سبحان‌الله (نام علمی: Holohalaelurus) نام یک سرده از تیره گربه‌کوسه است.